# 何爾健
何爾健，一作何爾徤，字明甫，號乾室，山東兖州府曹州民籍（今曹县人）。明朝政治人物、進士出身。

## 生平
万历十年（1582年）壬午科山東鄉試舉人，萬曆十七年（1589年）己丑科進士，授鄢陵令，有惠政，台省交薦，召拜浙江道監察御史。首疏言省议论，息辩攻，切中时弊。又言首揆无辅理状，直声大著。会籍没张璫，株连百家，因乾清宫灾，力諫出无罪者万余人。奉命巡按宣大，墨吏懦将望风解绶，一变因循积习。以母艱歸，終制，起按畿南，值蝗旱，數上章請蠲赈，請临清、德州、天津仓平糴。又請免魚苇，蠲马价，停矿税。再按辽左，税璫高淮横虐甚，甫出山海，號诉拥道，即收其党余东翥杖杀之，偏諭所部有税使，辄收下狱。疏請于朝，淮邀取實封，乃藏疏马障中，旬日十八上，虐焰少戢。後列上淮諸不法状，爲苦民图以献，淮大忿恨，行金于家，不入奸，谋乃沮，後卒置于理。考满，当進階大廷尉，力辞。時台省乏人，身绾十四符，手无停批，积瘁致疾，旋以论事謫，乞歸不得請，遂卒京邸。官止大理寺丞。方出按畿南，時山東税使陳增用士侩孫士洪邪谋，输地立庄养马，将假以入曹，恣其不道。遂驻節常山，致書中外，极言不可。增憚其风厉而罢，里人德之。諸凡捐學田，立義塚，周貧民，恤寒士，爲德于乡甚多，祀鄉賢。著有《惠文集》、《御璫疏》。

## 家族
曾祖父何金。祖父何洪，父何朝臣（1516年-1584年），字子忠，號義渠。母韋氏（1518年-1597年）。娶袁氏，封孺人。子何應瑞，萬曆庚戌進士，崇禎時官工部尚书。